# Moulin de la Charité
Le moulin de la charité est un ancien moulin bâti au XVIIe siècle par les frères de la Charité, situé (lors de sa construction) sur le territoire de la commune de Montrouge. En 1824, il est englobé par le cimetière du sud qui deviendra ensuite le cimetière du Montparnasse, lequel sera rattaché à la ville de Paris en 1860, à la suite de la extension territoriale.

## Localisation
Le moulin est situé dans l'enceinte du cimetière du Montparnasse dont l'adresse officielle est fixée au n°3 du boulevard Edgard Quinet dans le dans le 14e arrondissement de Paris. Selon le plan officiel du cimetière, l'édifice est situé dans la 9e division, à proximité de la porte Froidevaux.

## Description
Au niveau de la division 9 du cimetière, toute personne peut découvrir une tour ronde en pierre surmontée d’un toit en forme de cône. Aujourd’hui, l’édifice qui perdu ses ailes depuis plus d'un siècle est vide et son accès est interdit aux visiteurs.

## Historique

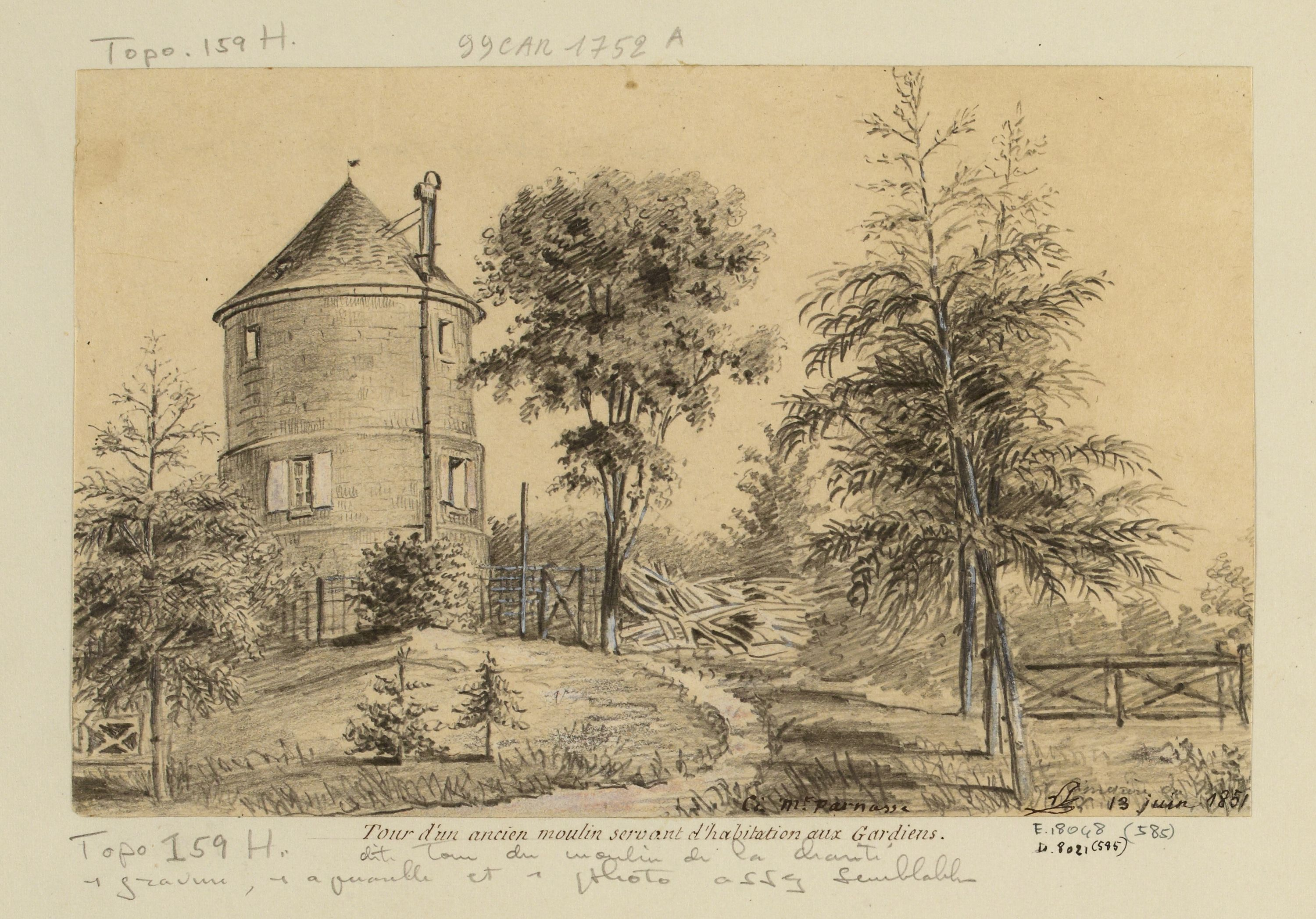
Dessin représentant le Moulin de la Charité avec l'indication : « Tour d'un ancien moulin servant d'habitation aux Gardiens »

Le moulin a été construit au XVIIe siècle (probablement autour de 1661) par les Frères de la Charité de l'Ordre hospitalier de Saint-Jean-de-Dieu, propriétaires d'une ferme voisine qui approvisionnait l'hôpital de la Charité de Paris, établissement démoli vers 1935 pour faire place à la nouvelle faculté de médecine.
Selon l'historien de Paris, Jacques Hillairet, ce moulin est surnommé le moulin moliniste par opposition au moulin janséniste, situé non loin (également dénommé le moulin des Trois Cornets). Après la Révolution française, le moulin fut la propriété de l'Assistance Publique et fut loué à un particulier qui le transforma en guinguette. 
En 1824, lors de la création du cimetière du sud parisien qui deviendra celui du Montparnasse, le moulin fut intégré dans l'enceinte du nouveau cimetière du sud parisien et servit de logement pour le gardien. Le sculpteur Antoine Bourdelle envisagea d'y installer sa sépulture sans que ce projet aboutisse. Vers la fin du XIXe siècle, les bâtiments du moulin se dégradent, il faut l’évacuer et les démolir. Seule, la tour du moulin subsiste et le conseil municipal décide alors sa restauration en 1899 sur l’insistance de la commission du Vieux Paris.
Ce moulin est classé monument historique en 1931. Il reste le dernier témoin d'une série d'une trentaine de moulins qui se dressaient autrefois sur la plaine de Montrouge.